# 浜松市自主運行バス北遠本線

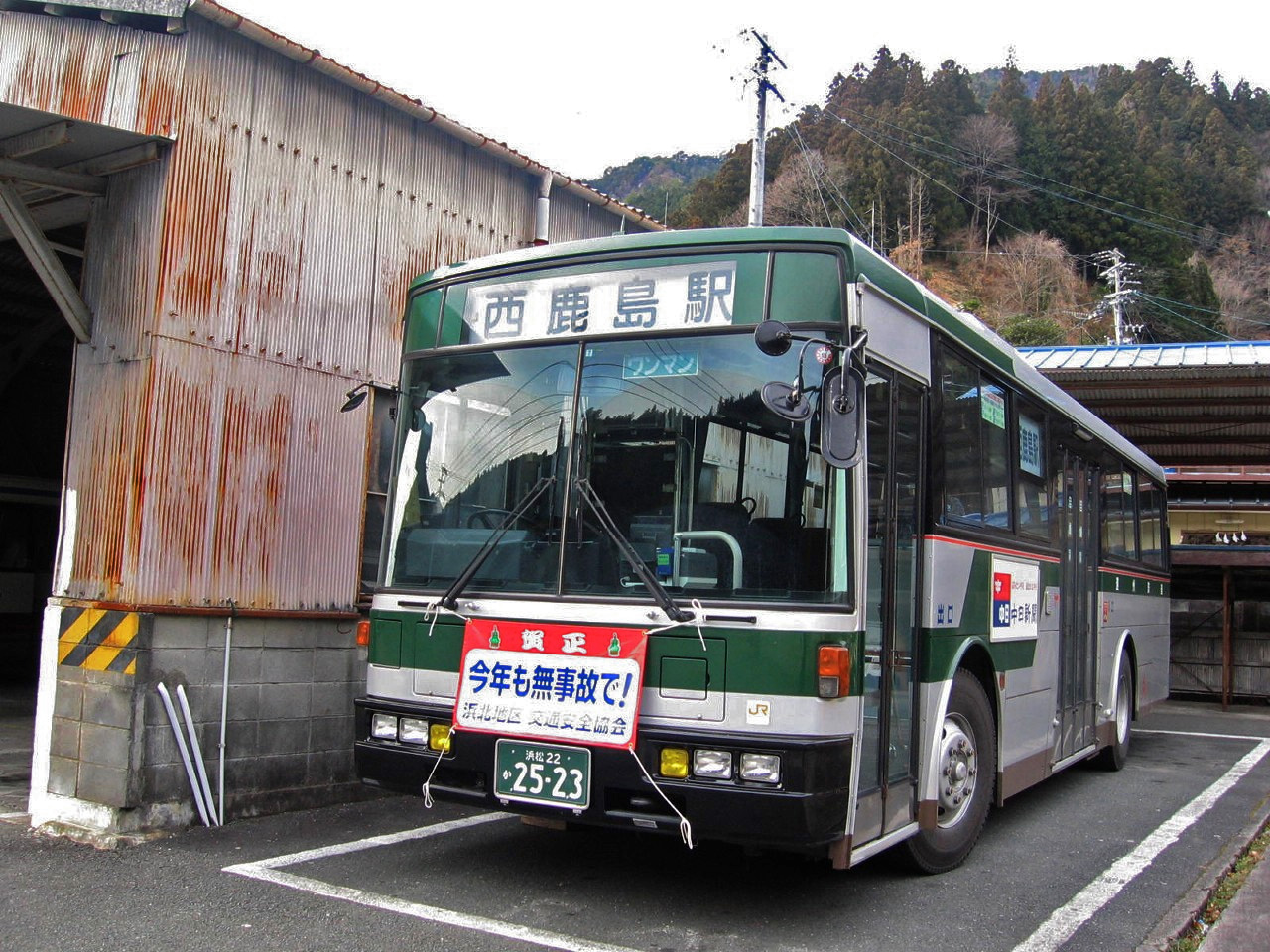
水窪町バス停と遠鉄バスの車輛（当該車は廃車済）
（2006年1月）

自主運行バス北遠本線（じしゅうんこうバスほくえんほんせん）は、浜松市が主体となり水窪タクシーに委託運行している自主運行バスである。西鹿島駅と水窪町を結んでおり、全線が浜松市天竜区内を走行する。
浜松市（運行は水窪タクシー）による自主運行バス北遠本線となったのは2019年のことであり、1946年までは（高木保治による）個人営業→遠州秋葉自動車→遠州鉄道バスの水窪線（みさくぼせん）として、1946年から1987年までは日本国有鉄道自動車局の天竜本線（てんりゅうほんせん）として、1987年から2002年までは東海旅客鉄道バス→ジェイアール東海バスの天竜線（てんりゅうせん）として、2002年から2019年までは遠州鉄道バスの北遠本線（ほくえんほんせん）として運行されていた。本項では、水窪線・天竜本線・天竜線・北遠本線の歴史や以前運行されていた支線（ふれあいバス転換前の浜松市自主運行バスなど路線バスタイプの車両で運行されていた自治体バスを含む）についても一部記述する。

## 概要
遠州鉄道（遠鉄バス）直営時代には北遠本線が正式な路線名であったが、浜松市自主運行バスとなる際に自主運行バス北遠本線が正式な路線名となった。自主運行バスとなってからは中型バス（マイクロバス）車両を用いている。
全区間天竜区内で、西鹿島駅（起点については変動があり、国鉄移管後から遠鉄移管前までにあたる国鉄バス時代からジェイアール東海バス時代までは遠江二俣駅が始発）から国道152号を天竜川に沿う経路で山東・横山町・龍山町を北上し、佐久間町の西渡からは支流の水窪川に沿う経路で同じく国道152号線を北上して、水窪町に至る。総延長約50km。
国道ながらも狭隘（きょうあい）な箇所が多いが、遠鉄バス時代は大型のバスで運行されることがあった。また、決して路面状況が良いとは言えず、道路通行止めによる島地区迂回などがたびたび発生しているが、超低床ノンステップバス（オムニバス）で運行される便もあった。2010年4月1日の時点で、本線は全て中型ロングのオムニバスでの運行となっていた。なお、水窪タクシーへの移管時に、島地区迂回時に通っていたトンネル経由が正式な経路に変更されている。
2019年1月時点では、遠鉄バスの一般路線では最も運行距離が長く、ジェイアール東海バスの時代は全区間の通し運賃は1470円だったが、遠鉄バス移管時に上限運賃制により630円に値下げされた。その後の消費税増税、運賃改定により水窪タクシーに移管される前の2019年9月30日時点では690円となっていた。水窪タクシーに移管された後の2023年10月8日時点でも、ジェイアール東海バス時代より安価な800円となっている。

## 沿革

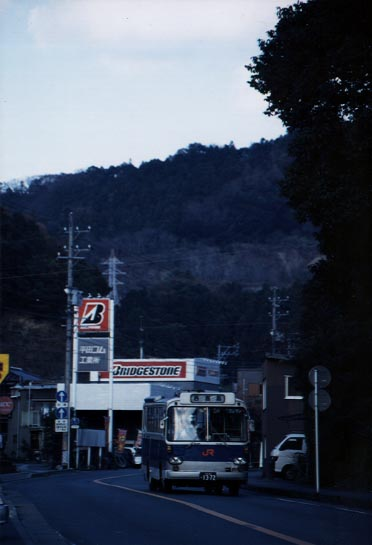
国道152号、天竜市（現:天竜区）山東付近を走るジェイアール東海バスの車輛
（1997年12月）

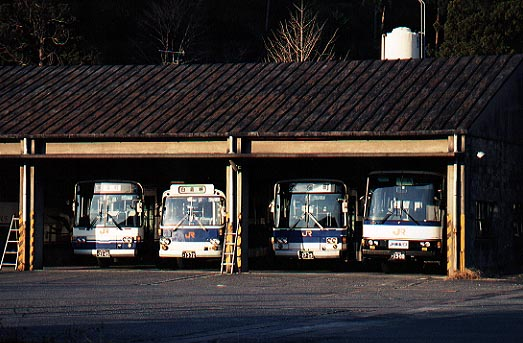
ジェイアール東海バスの旧遠江二俣営業所
（1997年12月）

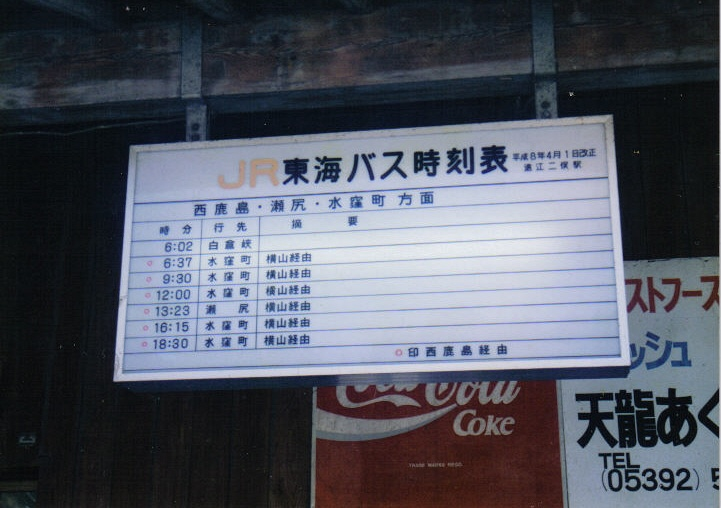
旧遠江二俣バス停留所時刻表
（1996年12月）

この区間の路線バス運行は、大正末期に高木保治の個人営業により遠州二俣駅（現・西鹿島駅）-水窪の水窪線と西渡-中部の佐久間線（初代）の運行を開始したのがルーツである。この路線は1937年に遠州秋葉自動車に買収され、さらに1943年には戦時統合により遠鉄のバス路線となっている。一方1944年には省営自動車が峰之沢鉱山からの鉱石輸送目的で、遠江二俣 - 遠江青谷間および瀬尻 - 峰之沢間の貨物路線・竜山線として運行を開始し、戦時中は遠鉄が旅客輸送、鉄道省営自動車が貨物輸送をそれぞれ分担する形になっていた。
終戦後、民営バスの復旧が遅れている地区において、国は復興政策にのっとり国鉄バスを新たに進出させることになった。これにより1946年7月、国鉄二俣線遠江二俣駅（現在の天竜浜名湖鉄道天竜浜名湖線天竜二俣駅）と、飯田線中部天竜駅を結ぶ予定で計画された国鉄の計画線「佐久間線」の先行ルートとして国鉄バスによる運行を計画し、遠鉄に対して路線免許の譲渡を要請した。
遠鉄は当初反対の意思を示したものの、鉄道の先行という使命が設定されたことにより、将来鉄道線が開通すると理解した沿線住民は国鉄バスの運行に賛成という立場をとった。また遠鉄自身も戦後の復興途上で、1946年の時点では本路線の完全復興の見通しが立っていなかったことから、遠鉄と国鉄が協議した結果、遠鉄の鉄道線との連絡運輸や、これ以後遠鉄のエリアで一般路線バスの運行を計画しないなどの条件により、路線免許の譲渡について合意に至った。路線免許の譲受を受けた国鉄バスは、天竜線として運行を開始した。国鉄移管当初は西鹿島駅は経由していなかった。
その後1955年に国鉄により瀬尻 - 白倉峡間の白倉線（最終的に龍山支線となったあと系統廃止）が開業し、1958年11月8日には遠鉄による浜松駅 - 佐久間ダム間の佐久間線（2代目）が運行を開始している。1959年4月に遠鉄と国鉄との間で相互乗り入れ協定が結ばれ、国鉄バスが遠鉄バス佐久間線（2代目）に相互乗り入れを開始して同区間の直通運行を行った。ちなみに遠鉄バスと国鉄バスではルートが異なり、遠鉄バスの佐久間線（2代目）は浜松駅 - 西鹿島 - 熊 - 浦川 - 佐久間 - 佐久間ダムを結んでいたのに対し、国鉄バスの佐久間線は天竜川沿いをたどるルートであった。遠鉄のルートは現在の県道、天竜東栄線をたどる山越え路線である。遠鉄バス担当便は一日二往復あり、末期まで車掌が乗務していた。また、そのうち一往復は佐久間で乗務員が宿直するダイヤ構成となっていた。
1968年には、それまで貨物輸送のみであった国鉄バス竜山線の瀬尻 - 峰之沢間で旅客営業を開始するなど路線網の充実が見られた。
しかしモーターリゼーションが進むにつれ、こうした山間部の路線バスの運行は厳しい状態におかれ、佐久間線（2代目）の浜松駅からの直通運行も1971年3月11日に廃止された。なお、遠鉄バス佐久間線（2代目）の熊以南の区間は遠鉄バス北遠線を経て、現在も浜松市自主運行バス阿多古線として引き続き運行されている。
その後も縮小が続き、佐久間線（2代目）は1970年代に電源開発グループの共益株式会社に移管、西天竜線・東天竜線などの支線も多くはこの頃に廃止もしくは自治体へ移管（現在の浜松市自主運行バス。）された。竜山線は峰之沢鉱山が閉山となった1969年以降も運行を続けていたが、1980年代に廃止されている。また、1996年3月31日限りで天竜線佐久間系統の西渡 - 中部天竜間は廃止となり、佐久間町営バスに移管された。当初は遠鉄の中古車を購入して佐久間町が直接運行していた。
そして2002年9月限りでジェイアール東海バスとしての運行は廃止、遠鉄が運行を引き継いだ。これにより、結果的には56年前の運行主体に戻ったことになる。なお、これと同時に佐久間町営バスは遠鉄に運行委託されることとなったため、再び中部天竜に遠鉄の運行によるバスが走ることになった。
なお、ジェイアール東海バスとしての運行の末期には本線（遠江二俣 - 水窪町）の通し便が5往復のほか、遠江西川から分岐する白倉線関係の運行が数便あったのみであった。
この白倉線は龍山村営バス（遠鉄の中古車を購入して村が直接運行）→浜松市自主運行バス龍山線（村の車両を引き継ぎ市が直接運行）を経て、2007年に遠鉄直営の龍山支線(白倉系統)となったが、2011年10月1日に龍山ふれあいバス白倉線Aに代替され、再び自主運行バスに戻っている。
その後も、佐久間などを走っていた支線は浜松市自主運行バスとして路線バスタイプの車両にて運行していた（多くは遠鉄に委託）が、現在は浜松市自主運行バスのふれあいバスとして、多くがマイクロバスやジャンボタクシーで運行されている。
2018年10月10日、遠州鉄道が2019年10月を目処に北遠本線の山東以北から撤退し、水窪タクシーへの運行移管など代替交通を検討しているとの報道発表があり、その後に行われた浜松市地域公共交通会議で遠鉄は事実を認めた。なお、発表当時は当該区間のうち唐沢以北は道路通行止めにより運休中であった。そして2019年1月に実施された浜松市地域公共交通会議では中型バス使用で1往復減便の上、市が入札により事業者を決定し委託運行することを検討中と発表。なおこれに際し運賃も距離により200円～800円に値上げの報道もされた。
その後、2019年6月開催の浜松市地域公共交通会議で、西鹿島駅乗り入れの継続等の運行計画の説明がされた。朝の唐沢発の1便を除き遠鉄バスの撤退が承認され、次いで、2019年7月開催の天竜区協議会で具体的な運行計画が提示され、委託先が水窪タクシーと公表された。
水窪タクシーへの移管に際し、運賃は信用先払い方式となったほか、遠鉄バス秋葉線として残った唐沢発の朝1便を除き、それまで利用できたナイスパスをはじめとする遠州鉄道発行の乗車券類は使用できなくなった。かわりに回数券の販売が開始され、水窪タクシーの定期券・回数券・現金のいずれかで乗車することとなる。

### 年表

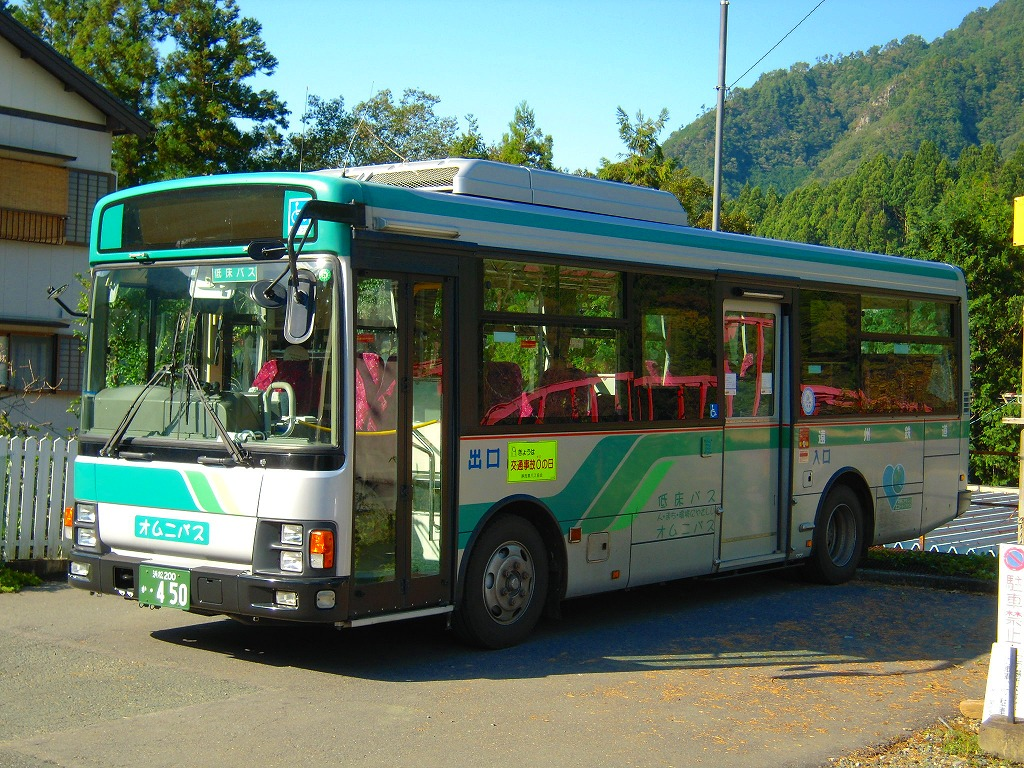
浜松市自主運行バス佐久間線（中部天竜駅にて）

- 1937年12月16日： 遠州秋葉自動車株式会社、高木保治の個人営業により運行されていた水窪線・佐久間線（旧）を買収[17]。
- 1943年10月： 戦時統合により遠州鉄道株式会社のバス路線となる。
- 1944年： 鉄道省は遠江二俣自動車区を開設、日本国有鉄道の貨物自動車路線として竜山線の運行を開始。
- 1946年10月10日： 遠州鉄道株式会社のバス路線である水窪線と佐久間線（旧）を日本国有鉄道に移管、天竜線として遠江二俣 - 水窪町間ほかのバス運行を開始。
- 1955年： 日本国有鉄道のバス路線として白倉線(後の龍山支線)開業。
- 1958年11月8日： 遠州鉄道株式会社のバス路線として佐久間線(新)開業。
- 1959年4月： 日本国有鉄道のバスが遠州鉄道株式会社の佐久間線(新)に乗り入れ開始。
- 1968年： それまで貨物輸送のみであった日本国有鉄道の竜山線の旅客営業を開始。
- 1971年3月11日： 佐久間線（新）から遠州鉄道株式会社が撤退。同時に浜松駅発着便がなくなる。
- 1971年7月1日： 佐久間線（新）を管轄していた遠州鉄道株式会社の佐久間貸切営業所が廃止。
- 1987年4月1日： 国鉄分割民営化により、天竜本線と白倉線を東海旅客鉄道株式会社（JR東海）が承継し天竜線と白倉線となる。
- 1988年4月1日： 上記2路線を東海旅客鉄道株式会社からジェイアール東海バス株式会社へ移管。
- 1996年4月1日： ジェイアール東海バス株式会社の天竜線のうちかつて佐久間線（旧）として運行されていた区間を佐久間町営バスに移管し遠鉄へ委託。
- 2002年10月1日： ジェイアール東海バス株式会社から遠州鉄道株式会社へ天竜線を移管、北遠本線として西鹿島駅 - 水窪町の運行を開始。白倉線を龍山村営バスに移管し遠鉄へ委託。
- 2005年7月1日： 広域合併により佐久間町営バス・龍山村営バスが浜松市自主運行バス佐久間線・浜松市自主運行バス龍山線に改称。
- 2007年4月1日： 浜松市からの龍山線運行受託を解消、龍山支線として路線統合。
- 2010年4月1日： 水窪地域自治センターの移転に伴い一部バス停名を変更。水窪地域自治センターを水窪大里に改称し、水窪保健福祉センターを水窪地域自治センター（現:水窪協働センター）に改称する。
- 2010年7月1日： 龍山支線の本線区間（瀬尻 - 西川）乗り入れを廃止。
- 2011年9月30日： この日を以て龍山支線が龍山ふれあいバス白倉線A（当時）を代替に廃止。
- 2013年10月1日： 浜松市自主運行バス佐久間線を佐久間ふれあいバスに統合。西渡～中部天竜駅間の路線は存続するが、平日の佐久間高校（当時）への乗り入れは廃止。
- 2015年4月1日： 西鹿島駅→瀬尻の区間便の廃止。
- 2016年4月1日： ダイヤ改正。鮎釣 - 西川に唐沢バス停を新設し、朝の瀬尻発西鹿島駅経由厚生会（秋葉線）行きを唐沢発に短縮[18]。同時に瀬尻バス停を道路上へ移設。
- 2018年3月9日： 国道152号線法面崩壊により唐沢以北を運休開始[11]。
- 2018年4月1日： 運休区間内に位置する龍山協働センター前バス停が運行再開を待たずして廃止[19]。
- 2018年5月14日： 北遠本線運休区間を浜松市から水窪タクシーへの委託により曜日限定で代替輸送開始[12]。
- 2018年8月20日： 代替輸送において、西川バス停を休止し龍山協働センター前バス停を暫定的に復活させるダイヤ改正を実施[20]。
- 2018年10月11日： 遠州鉄道により渋川線伊平以北・阿多古線とともに運行から撤退する方針が発表[9][8]。
- 2018年10月25日： 同月17日に国道152号線の通行が再開された[21]ことをうけ、運行を再開[22]。
- 2019年10月1日： 秋葉線扱いに変更される[23]朝の唐沢始発の1便を除き、浜松市による委託運行[24]となり、運行業務を水窪タクシーへ移管[25]。運行本数が1日4往復となり、車両は中型バスでの運行となる[13]ほか、運賃も改定[14]。中瀬・島・間庄口・河内沢・月の5つのバス停を廃止するとともに城西橋 - 切開の経路を新道経由に変更[16]。
- 2020年10月14日 - 令和2年7月豪雨による国道152号の不通により迂回路となっていた県道大輪天竜線で土砂崩れが発生したため、西雲名 - 瀬尻間が運休となり、西鹿島 - 西雲名、瀬尻 - 水窪町の両区間で臨時ダイヤで運行[26]。
- 2020年11月1日 - 通行止め区間の変更に伴い臨時ダイヤを改正。引き続き西鹿島駅 - 西雲名での運行となる下り1本を除いて西鹿島駅 - 西雲名 - 鮎釣と瀬尻 - 水窪町の運行に変更[27]。
- 2022年10月1日 - 秋葉線扱いになっていた朝の唐沢始発の1便が廃止になり、遠州鉄道のバスが季節運行の秋葉線秋葉神社上社系統を除いて山東以北から撤退した。

## 運行区間
※本線のみ記述。
- 西鹿島駅 - 鹿島橋 - 秋野不矩美術館入口 - 二俣横町 - 山東 - 船明 - 横山車庫 - 秋葉橋入口 - 西川 - 瀬尻 - 西渡 - 城西駅前 - 水窪本町 - 水窪協働センター - 水窪町

## 廃止区間
- 遠江二俣 - 西鹿島駅： 遠州鉄道に移管時に廃止。
- 西鹿島駅 - 双竜橋 - 山東： 同じく遠州鉄道に移管時に廃止。遠鉄の他の路線と同じ二俣仲町経由に変更。
- 西川 - 白倉峡（龍山支線）： 2011年9月いっぱいで龍山ふれあいバス白倉線Aを代替に廃止。
龍山支線は2007年4月1日付で浜松市からの委託が解消され、一旦路線が統合された。龍山支線の運行本数は1日3往復で、2010年6月までそのうち2往復が西川より先、本線の瀬尻まで運行されていた（瀬尻 - 西川 - 白倉峡）。
龍山支線は自主運行時代も含めて基本的に中型車での運行だったが、末期にはワゴン車で運行されていた。

## 運行本数
水窪タクシー委託となった現在は、西鹿島駅 - 水窪町間で1日4往復。年末年始は運休。
また、平日のみ秋葉線直通の上り（唐沢 - 西鹿島駅 - 厚生会）が遠鉄直営で1本運行されていた。この厚生会行きは2019年9月30日時点でも遠鉄直営で運行していたが、2022年9月30日で運行終了した為、遠鉄直営は完全に消滅した。
なお、水窪タクシーへ移管される前の2019年9月30日時点では、本線は西鹿島駅 - 水窪町間で1日5往復だった。
さらに、2010年4月1日時点で基本的に全便中型ロングのオムニバスでの運行となっていた。

## 主要バス停

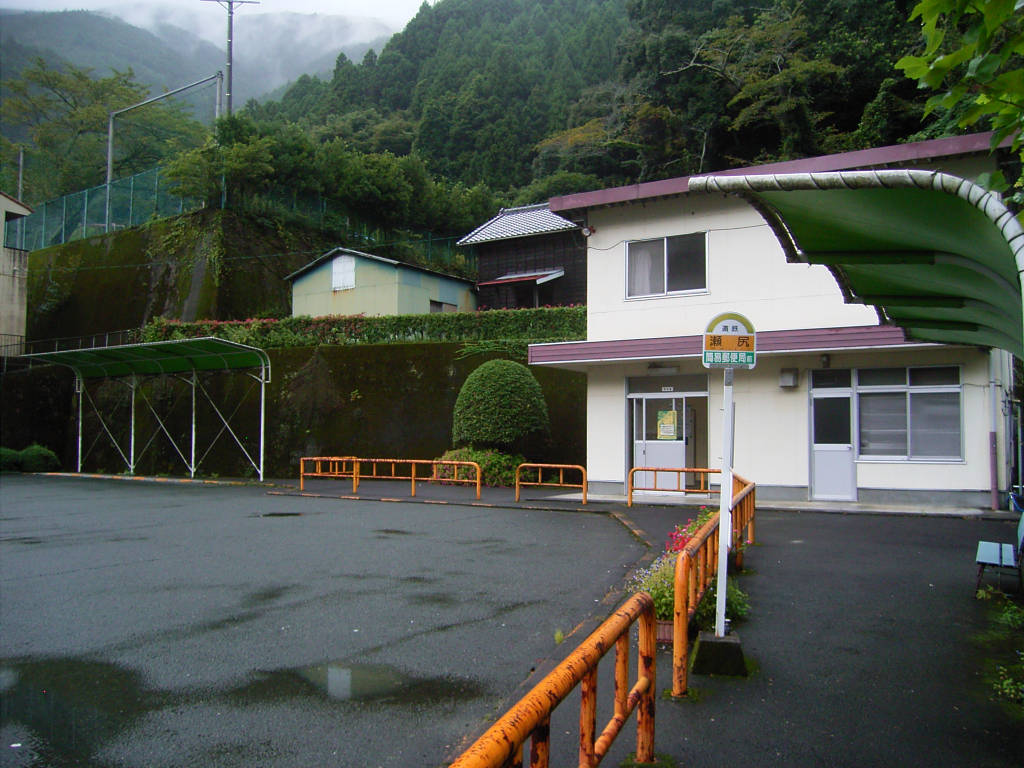
移設前の瀬尻バス停（元自動車駅）
（2007年9月）

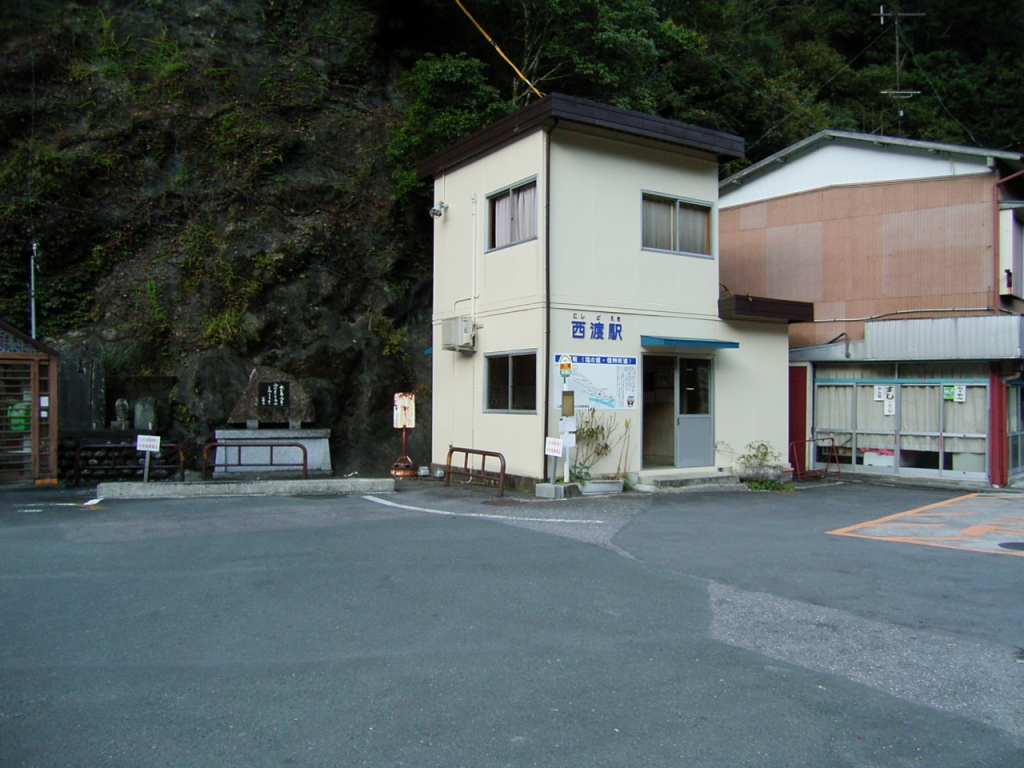
「駅」表記が残っていた西渡バス停(2005年10月)

- 西鹿島駅(旧:西鹿島) - 遠州鉄道鉄道線・天竜浜名湖鉄道天竜浜名湖線 西鹿島駅前。
- 城下通 - 読みは「しろしたどおり」。天竜浜名湖鉄道天竜浜名湖線 二俣本町駅へ徒歩連絡可能。
- 秋野不矩美術館入口 - 当路線では天竜二俣駅に最も近いバス停。
- 二俣仲町 - 天竜区の二俣市街地に所在。遠州鉄道の他の路線(秋葉線等)は元々二俣仲町経由で、北遠本線も遠州鉄道移管時に二俣仲町経由に変更。浜松市自主運行バスも二俣仲町経由で運行。
- 山東 - 遠鉄ストア天竜店がある。春野方面との乗換バス停。
- 船明 - 「ふなぎら」と読む。難読バス停の一つ。天竜川船明ダム湖に沿う。
- 伊砂入口 - 「いすかいりぐち」と読む。
- 横山車庫(旧:遠江横山) - 元自動車駅。待合所あり。浜松市自主運行バス（旧:天竜市営バス）の車庫が併設されている。
- 横山町(旧:竜川中学校前) - 横山町の中心バス停。
- 唐沢 - 2016年4月1日新設[18]。国道と鮎釣地区の旧道の合流地点付近に設置されており、朝に当バス停始発便を設定。朝の始発便は2019年10月以降も遠州鉄道が秋葉線として継続運行[23]していたが、2022年9月30日で運行終了した。
- 西川(旧:遠江西川) - 「さいがわ」と読む。元自動車駅。龍山町の中心。白倉峡方面の龍山支線の起点であった。
- 瀬尻 - 読みは「せじり」。元自動車駅。現在は道路上の停留所だが移設前は待合所をそなえており、かつて龍山支線（旧:白倉線）の起点であった（さらに以前は峰之沢方面の竜山線も発着）ため山間部としては広い構内を有していた。(乗務員の)夜間滞泊施設もあったが、移設前にはすでに使用されていなかった。
- 西渡 - 「にしど」と読む。元自動車駅。待合所あり。天竜川と水窪川の分岐点に位置する。佐久間ふれあいバス（旧・浜松市自主運行バス佐久間線）接続。(乗務員の)夜間滞泊施設もあるが、現在は使用されていない。
- 相月駅前 - 飯田線乗換。
- 切開 - 「きいなま」と読む。これも難読バス停の一つ。
- 城西駅前 - 飯田線乗換。
- 水窪橋 - 水窪総合体育館、飯田線向市場駅最寄り。
- 水窪駅入口(旧:水窪駅口) - 飯田線乗換。駅へはバス停のある交差点を東へ行き、橋を渡り、次の交差点で駅へ続く坂道を登るか、当バス停ではなく水窪大里（みさくぼだいり）バス停で降り水窪川に架かる吊り橋を渡り、急な階段を上る。
- 水窪町 - 元自動車駅。晩年の終点。待合所がある。(乗務員の)夜間滞泊施設もあるが、現在は使用されていない。水窪ふれあいバス小畑（おばた）バス停併設。

### 廃止バス停
※他の路線で残存しているものを含む
- 遠江二俣 - 天竜浜名湖鉄道天竜浜名湖線天竜二俣駅前。遠鉄への移管時に起終点の変更がなされ、2002年10月1日に当路線のバス停としては廃止されたが、遠鉄バス磐田天竜線のバス停としては天竜二俣駅バス停（旧:二俣駅バス停）として現在も存在する。
- 双竜橋 - 2002年10月1日の遠鉄への移管時の経路変更により廃止。
- 仲町 - 現在の二俣仲町バス停とは場所・名称共に異なる。2002年10月1日の遠鉄への移管時の経路変更により廃止。
- 月 - 遠州鉄道で数少ない一文字の停留所。2019年10月1日に水窪タクシー委託運行へ切り替わった際に北遠本線のバス停としては廃止され[16]、同日より遠鉄バス秋葉線の停留所となった。
- 白倉峡 - 龍山支線の終点。2011年10月1日廃止。
- 龍山協働センター前(旧:龍山第一小学校前) - 2018年4月1日廃止[19]。
- 河内沢(旧:龍山中学校前) - 龍山中学校の閉校により河内沢（こうちざわ）に変更された。尚、ジェイアール東海バス運行時は「河内沢」であった。2019年10月1日の遠州鉄道撤退時にバス停廃止[16]。
- 島 - 北遠本線には「月」とこの「島」の二つの一文字の停留所があった。道路通行止めの際には国道迂回により通過となっていた。2019年10月1日の遠州鉄道撤退時に国道経由となりバス停廃止[16]。

## 担当営業所
水窪タクシーによる運行となってからは本社で運行を担当している。定期券の販売は佐久間営業所が管轄している。
遠州鉄道時代には天竜営業所と浜松東営業所が担当していた。
国鉄・東海旅客鉄道時代は遠江二俣自動車営業所、ジェイアール東海バス時代は遠江二俣営業所が担当していた。